# Kapenguria
Kapenguria – miasto w Kenii, stolica hrabstwa West Pokot. W 2019 liczyło 28,5 tys. mieszkańców. 